# Negeri Ratu Baru
Negeri Ratu Baru is een bestuurslaag in het regentschap Ogan Komering Ulu van de provincie Zuid-Sumatra, Indonesië. Negeri Ratu Baru telt 1315 inwoners (volkstelling 2010).